# (32810) Steinbach
(32810) Steinbach est un astéroïde de la ceinture principale.

## Description
(32810) Steinbach est un astéroïde de la ceinture principale. Il fut découvert le 10 octobre 1990 à Tautenburg par Lutz Dieter Schmadel et Freimut Börngen. Il présente une orbite caractérisée par un demi-grand axe de 2,34 UA, une excentricité de 0,18 et une inclinaison de 1,8° par rapport à l'écliptique.

## Compléments